# Desiderio Tinajero Robles
Desiderio Tinajero Robles (22 de octubre de 1953) es un médico, empresario y político mexicano, integrante del Partido Acción Nacional (PAN). Ha sido presidente municipal de Villa Hidalgo, Jalisco y diputado federal para el periodo de 2021 a 2024.

## Biografía
Es médico cirujano y partero egresado de la Universidad de Guadalajara (UdeG). Entre 1984 y 2000 ejerció como docente y de 1997 a 2000 como director de preparatoria en la misma UdeG. 
Se dedicó a actividades empresariales del ramo textil, principal actividad económica de Villa Hidalgo, siendo de 1997 a 2017 propietario  y gerente de «Creaciones Yezenia», de 2002 a 2006 presidente del Consejo de Administración del Centro comercial Villa Textil, y de 2012 a 2017 presidente del Consejo de Administración del Condominio Plaza Comercial Villa Hidalgo.
En las elecciones estatales de 2012 fue elegido presidente municipal de Villa Hidalgo, ejerciendo el cargo en el periodo de 1 de enero de 2007 al 31 de diciembre de 2009. De 2013 a 2017 fue presidente del comité municipal del PAN y de 2015 a 2018 fue regidor al ayuntamiento de Villa Hidalgo siendo presidente municipal Efraín López Soto.
En las elecciones federales de 2021 fue postulado por la coalición Va por México a diputado federal por el Distrito 3 de Jalisco. Logró la victoria al recibir el 51.34% de los votos, frente a su mas cercano competidor, Héctor Hugo Bravo Hernández de Movimiento Ciudadano, que recibió el 23.54% de los votos. En la LXV Legislatura que concluyó en 2024 ha sido secretario de la comisión de Ganadería; e integrante de las comisiones de Comunicaciones y Transportes; y, de Federalismo y Desarrollo Municipal.